# Florencio Vargas
Florencio L. Vargas (Abulug, 7 november 1931 - Quezon City, 22 juli 2010) was een Filipijns politicus. 

## Biografie
Vargas begon zijn politieke carrière als barangay captain van Centro Abulug van 1970 tot 1980. Daarna was hij van 1980 tot 1986 en van 1988 tot 1991 burgemeester van Abulug. Later was Vargas van 1994 tot 1998 vicegouverneur van Cagayan en van 1998 tot 2001 gouverneur van Cagayan. In 2001 werd hij gekozen in het Huis van Afgevaardigden als afgevaardigde van het 2e kiesdictrict van Cagayan. In 2004 en 2007 werd Vargas herkozen.
Vargas overleed op 22 juli in St. Luke's Medical Center aan de gevolgen van leukemie. Omdat dit gebeurde voor de eerste zitting van het 15e Congres werd besloten om speciale verkiezingen te organiseren, om een nieuwe afgevaardigde voor dit kiesdictrict te kiezen. Tot die tijd werden de taken van Vargas waargenomen door Juan Ponce Enrile jr., de afgevaardigde van het eerste kiesdistrict van Cagayan Bij de verkiezing op 12 maart 2011 won Baby Aline Vargas-Alfonso de zetel haar vader. Ze versloeg daarbij voormalig gouverneur Edgar Lara.
Vargas overleed in 2010 op 78-jarige leeftijd en was getrouwd met Iluminada P. Vargas. Samen kregen ze vier kinderen: Melvin, Manny, Aline en Precy.